# Ludwig Georg Delius
Ludwig Georg Delius (auch Louis Delius) (* 2. März 1807 in Reineberg bei Lübbecke; † 10. Oktober 1866 in Bremen) war ein deutscher Überseekaufmann und Gründer der Firma Louis Delius & Co.

## Biografie
Delius stammte aus der ostwestfälischen Linie der Familie Delius. Sein Vater war der Kommissionsrat Conrad Wilhelm Delius und die Mutter Henriette Amalie Anna Clara Louise (geb. Schultze). Er heiratete Anna Regina Delius, Tochter des Überseekaufmannes und Geheimem Kommerzienrates Christian Friedrich Delius (1770–1823), aus der Bremer Linie der Familie Delius. Gemeinsam hatten sie drei Kinder. Der Sohn Friedrich Wilhelm übernahm nach dem Tod des Vaters das Familienunternehmen.
Delius wurde 1832 Bremer Bürger. Zusammen mit dem Partner Christian Gercke war er 1832 Gründer der noch immer bestehenden Überseefirma Louis Delius & Co. In der Tradition der Familie Delius begann die Firma mit dem Handel von Leinwand. Später kamen weitere Produkte hinzu. Daraus entwickelte sich ein umfassendes Speditions-, Export- und Bankgeschäft. Zunächst dominierte das Geschäft mit dem nordamerikanischen Kontinent. Im Gegenzug zur Lieferung von Produkten aus Deutschland importierte Delius & Co. Tabak, Kaffee, Wolle und weitere agrarische Produkte. Nachdem der Leinenexport seit der Mitte des 19. Jahrhunderts nachließ, verlagerte sich das Geschäft zunehmend auf Mittel- und Südamerika. Im Zentrum stand der Import von Kaffee aus Kolumbien und Venezuela. Exportiert wurden dagegen Industrieprodukte. 
Außerdem war er seit 1856 preußischer Generalkonsul in Bremen. Diese Position blieb in der Familie bis 1911.